# Château d'Einartzhausen
Le château d'Einartzhausen est un château à Phalsbourg en France.
Les fondations du château datent de 1560. Son nom fait référence à sa proximité avec un village voisin, situé sur les terres constituant la dot de la princesse Anna Maria de Suède, épouse du comte palatin Georges-Jean de Palatinat-Veldenz, fondateur de la ville de Phalsbourg.
Il fait l’objet d’une inscription au titre des monuments historiques depuis mars 1937.

## Historique
Le château a été construit à la demande du comte palatin Georges Jean de Veldenz, qui en fait son lieu de villégiature. Selon les plans de départ, le lieu comprenait également des métayeries et un jardin, bien que rien ne puisse prouver qu'il ait été établi. Le comte, de confession protestante, avait également planifié la construction d'un temple dans la ville et d'un couloir reliant celui-ci au château lui permettant de venir assister à l'office. Au départ, le château est constitué de deux étages, d'une salle voutée au rez-de-chaussée, et d'une grande salle d'audience au premier étage. L'accès aux pièces supérieure se fait par un escalier en colimaçon, logé dans une tour à fenêtres parallélépipédique.
Le château subit une modification au XVIIe siècle. La ville appartenant au roi de France, elle est fortifiée pour se prémunir des attaques des rivaux ducs de Lorraine. Le ministre de la guerre, Vauban, fait intégrer le bâtiment dans un bastion et fait remblayer le rez-de-chaussée. l'accès se fait alors par le premier étage. Le bâtiment est donc affecté alors à plusieurs usages, notamment comme lieu de stockage pour les forces armées présentes.
Pendant les siècles suivants, il est altéré puis restauré à la fin du dix-neuvième siècle. La ville l'utilise comme d'auberge de jeunesse au début du vingtième siècle.
Le bâtiment est actuellement sur le terre plein de l'ancien bastion, à quelques mètres de la porte d'Allemagne, et jouxte actuellement les gîtes ruraux municipaux. Le château sert encore de cadre à des manifestations culturelles, notamment lors du festival.

## Description
Si l'escalier n'est pas restauré, de nombreuses pièces sont reconstituées et l'on peut apercevoir sur une face le relief aux armes du comte palatin et de son épouse, relief qui surplombait une cheminée.

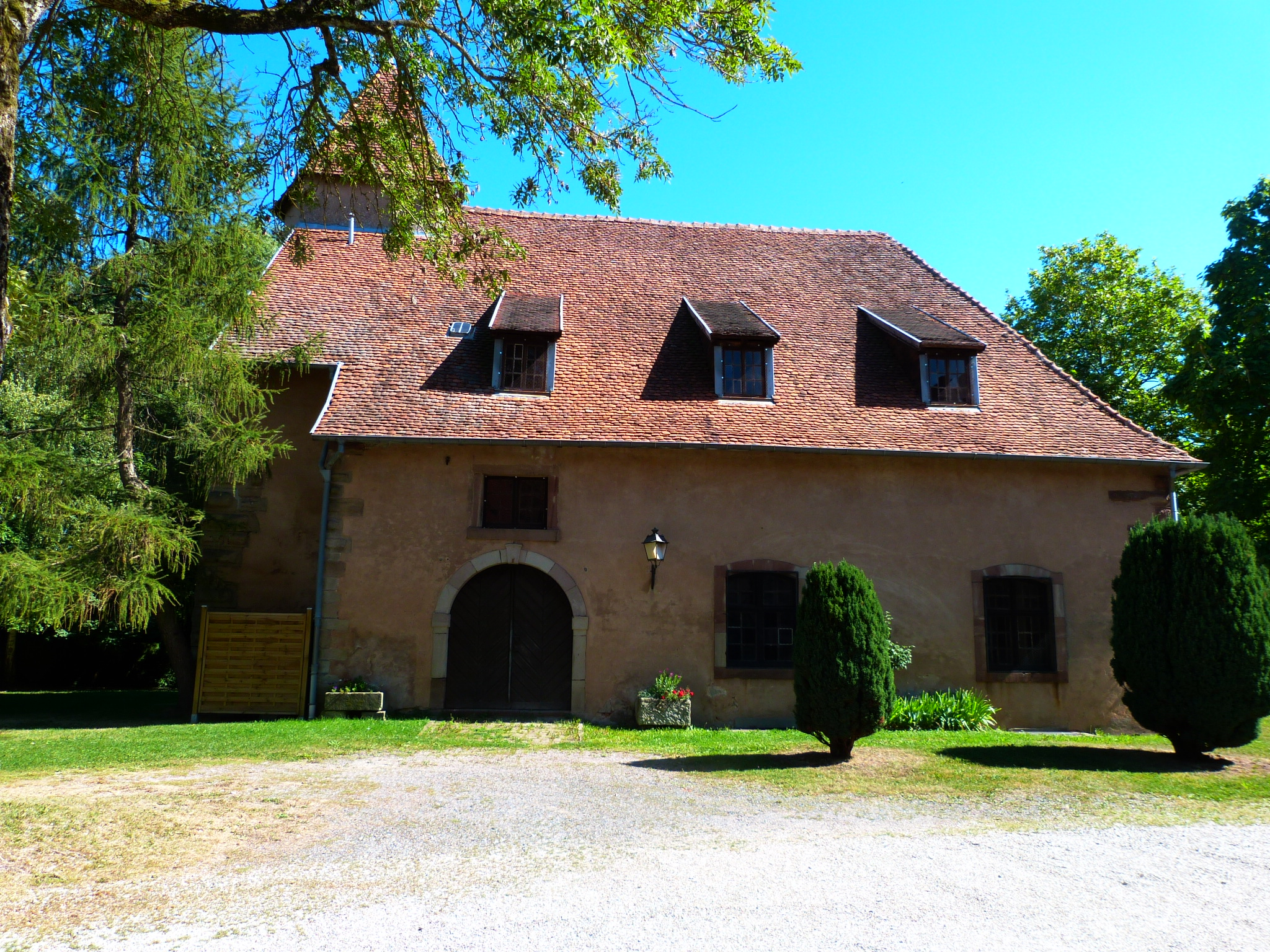
Vue de face.